# Rock Radio
Rock Radio – sieć rozgłośni radiowych o charakterze muzyczno-kulturalnym. Właścicielem marki jest Grupa Radiowa Agory Sp. z o.o. wchodząca w skład grupy Eurozet. Rozgłośnia prezentuje klasyczną muzykę rockową (format classic rock).
Sieć w obecnym kształcie powstała na bazie Radia Roxy. Emisję programu rozpoczęła 31 stycznia 2014 roku. Wcześniej, w latach 2002–2006, program pod nazwą Rock Radio nadawały trzy lokalne stacje Agory: na Śląsku, w Poznaniu oraz na Mazowszu.
Aktualnie sieć Rock Radia liczy trzy rozgłośnie, działające w Warszawie, Krakowie i Poznaniu. Do końca lutego 2016 program dostępny był również w Bydgoszczy, Wrocławiu i aglomeracji śląskiej, a do 30 marca 2025 także w Opolu
Z Rock Radiem współpracowali m.in. Kuba Wojewódzki i Tymon Tymański.

## Historia
Początki marki Rock Radio sięgają listopada 2002 roku. Wówczas nadawanie pod tą nazwą rozpoczęły lokalne rozgłośnie na Śląsku oraz w Wielkopolsce. Z początkiem 2003 roku dołączyła do nich również stacja pod Warszawą (nadajnik w Nowym Dworze Mazowieckim). Na program sieci składały się m.in. audycje autorskie prowadzone przez Artura Rojka, Piotra Szarłackiego czy Jarosława Giersa. Dyrektorem programowym sieci był Zbigniew Zegler.
Rozwój Rock Radia zahamowała utrata koncesji przez śląską stację sieci (zakończyła ona nadawanie we wrześniu 2003 roku). Dwa lata później, 8 października 2005 roku, Agora uruchomiła nową sieć pod nazwą Roxy FM. Powstała ona na bazie wielkopolskiego Rock Radia, warszawskiego Radia 103,7 Klasyka FM oraz kilku stacji tworzących wcześniej sieć Blue FM.
Początkowo Roxy FM koncentrowało się na muzyce softrockowej i pop-rockowej. Zmiana formatu muzycznego nastąpiła w kwietniu 2009 roku. Od tej pory sieć, już jako Radio Roxy, prezentowała brzmienia alternatywne – nie tylko rockowe, lecz również elektroniczne czy hip-hopowe. Nowym dyrektorem programowym sieci został Mikołaj Lizut. Istotną częścią ramówki były liczne audycje autorskie, prowadzone przez znanych muzyków i dziennikarzy muzycznych.
Kolejna zmiana koncepcji programowej nastąpiła z początkiem 2014 roku. Od tej pory sieć prezentuje szeroko rozumianą muzykę rockową. Z anteny zniknęły nadawane wcześniej programy autorskie. Zmiana formatu muzycznego związana była z zakończeniem działalności przez ponadregionalne radio Eska Rock i powstałą w ten sposób niszą rynkową.
31 stycznia 2014 sieć oficjalnie rozpoczęła działalność pod obecną nazwą – Rock Radio.
Przez ponad dwa lata sieć Rock Radia liczyła siedem rozgłośni. W takim kształcie działała do 1 marca 2016 roku, kiedy trzy z jej dotychczasowych stacji (w Bydgoszczy, Wrocławiu i aglomeracji śląskiej) uzupełniły sieć Radia Pogoda. Nadawca uzasadnił zmianę potencjałem dostrzeżonym przez niego w formacie oldies. Na krótko przed ograniczeniem zasięgu Rock Radia rozstała się z nim część prezenterów oraz redaktor naczelny, Mikołaj Lizut.
W grudniu 2016 r. Rock Radio zmodyfikowało swój format. Od tego czasu stacja prezentuje wyłącznie klasyczną muzykę rockową.
30 marca 2025 roku stacja sieci w Opolu rozpoczęła nadawanie pod nazwą Antyradio 106,6 FM, uzupełniając w ten sposób zasięg tejże stacji. Nadawca w wniosku do KRRiT uzasadnił zmianę poprawą "postrzegania i wzmocnienia siły oddziaływania lokalnej rozgłośni".

## Ludzie Rock Radia

### Obecnie[9]
- Kuba Kaleta
- Mariusz Stelmaszczyk
- Jan Bajorek
- Tomasz Obertyn
- Ryszard Brzeziński
- Małgorzata Kierat
- Aleksandra Konopka
- Kajetan Ruszczyk

### Dawniej
- Mikołaj Lizut
- Kuba Wojewódzki
- Tymon Tymański
- Piotr Kędzierski
- Marek Starybrat
- Michał Migała
- Łukasz Ciechański
- Tomasz Miara
- Michał Żołądkowski
- Łukasz Sędziński